# Chez Scheme
Chez Scheme是一个由R. Kent Dybvig开发的Scheme实现，于1985年首次发布。Chez Scheme可以将源代码编译为原生的机器代码，支持PowerPC、SPARC、x86（IA-32、x86-64）和AArch64处理器架构，并提供了一个优秀的REPL环境。Chez Scheme自7.9.1版本开始支持R6RS标准。
Chez Scheme有一个窗口和图形软件包，称为 Scheme Widget Library，其支持可移植的SLIB库。
据几个基准测试，Chez Scheme是最快的可用的Scheme实现之一。
Petite Chez Scheme最初作为免费软件发行，Chez Scheme 从9.4版本开始在Github上发布，成为开源软件。